# McLaren 765LT
El McLaren 765LT es un coche superdeportivo de McLaren Automotive que está clasificado internamente como una Super Serie.

## Historia
Originalmente, el coche deportivo basado en el McLaren 720S iba a ser presentado en el Salón del Automóvil de Ginebra 2020. Debido a la epidemia de coronavirus de 2019/2020, el Salón del Automóvil fue cancelado el 27 de febrero de 2020, por lo que el estreno tuvo lugar el 3 de marzo de 2020 a través de Internet. Las entregas del vehículo, que se limitan a 765 unidades, están programadas para comenzar en septiembre de 2020. El modelo predecesor directo es el McLaren 675LT, que se basa en el McLaren 650S.
El nuevo 765LT Spider es el último de esta línea exclusiva. Solo se fabricarán 765.
Ofreciendo el máximo compromiso. Rendimiento indomable. Manejo afilado con bisturí. Con 765 CV y 800 Nm de par. Solo se necesitan 11 segundos para abrir y guardar el techo rígido retráctil eléctrico de una sola pieza ultraligero.

## Tecnología
En comparación con el 720S, el divisor frontal está colocado cinco milímetros más cerca del suelo, lo que aumenta la inclinación del vehículo para una mejor carga descendente.
En comparación con el 720S Coupé, el peso se reduce en unos 80 kg, entre otras cosas, mediante el uso de fibra de carbono, llantas especiales de aleación ligera y ventanas de policarbonato. Además, el 765LT puede ser entregado sin aire acondicionado ni sistema de audio. La potencia se ha aumentado a 563 kW (765 CV), lo que convierte al deportivo en el modelo más potente de la Super Serie de McLaren. La velocidad máxima de 330 km/h es inferior a la del McLaren 720S, ya que la aerodinámica optimizada no está diseñada para una velocidad máxima mayor. A 100 km/h, se espera que el 765LT acelere a 100 km/h en 2,8 segundos, una décima de segundo más rápido que el 720S.
Las relaciones de transmisión optimizadas, incluida una transmisión final construida con materiales de grado F1, generan una aceleración extrema. 0 - 100 km/h [62 mph] en 2,8 segundos y 0 - 200 km/h [124 mph] en una asombrosa velocidad de 7,2 segundos.
Su distancia de frenado de 100-0 km/h (62-0 mph) es de 29,5 m y de 200-0 km/h (124-0 mph) es de  108 m. Sus emisiones de CO2 (WLTP) son de 280 g/km.

## Diseño
El cuerpo de fibra de carbono a medida está tallado y esculpido para aumentar la carga aerodinámica. Y mejora el enfriamiento. Su perfil es alargado y mínimo. La suspensión delantera más baja y una vía delantera más ancha añaden una agresividad decidida. Tomas de aire laterales espectaculares inspiradas en el legendario 675LT Spider. Las nuevas llantas de aleación de 10 radios súper livianas y el alerón trasero activo de fibra de carbono son el diseño de McLaren en su mejor forma funcionalmente buenas, además cuenta con escapes de titanio de cuatro salidas.

Este vehículo tiene 2 versiones, la cupé y la spider (convertible).

## Galería

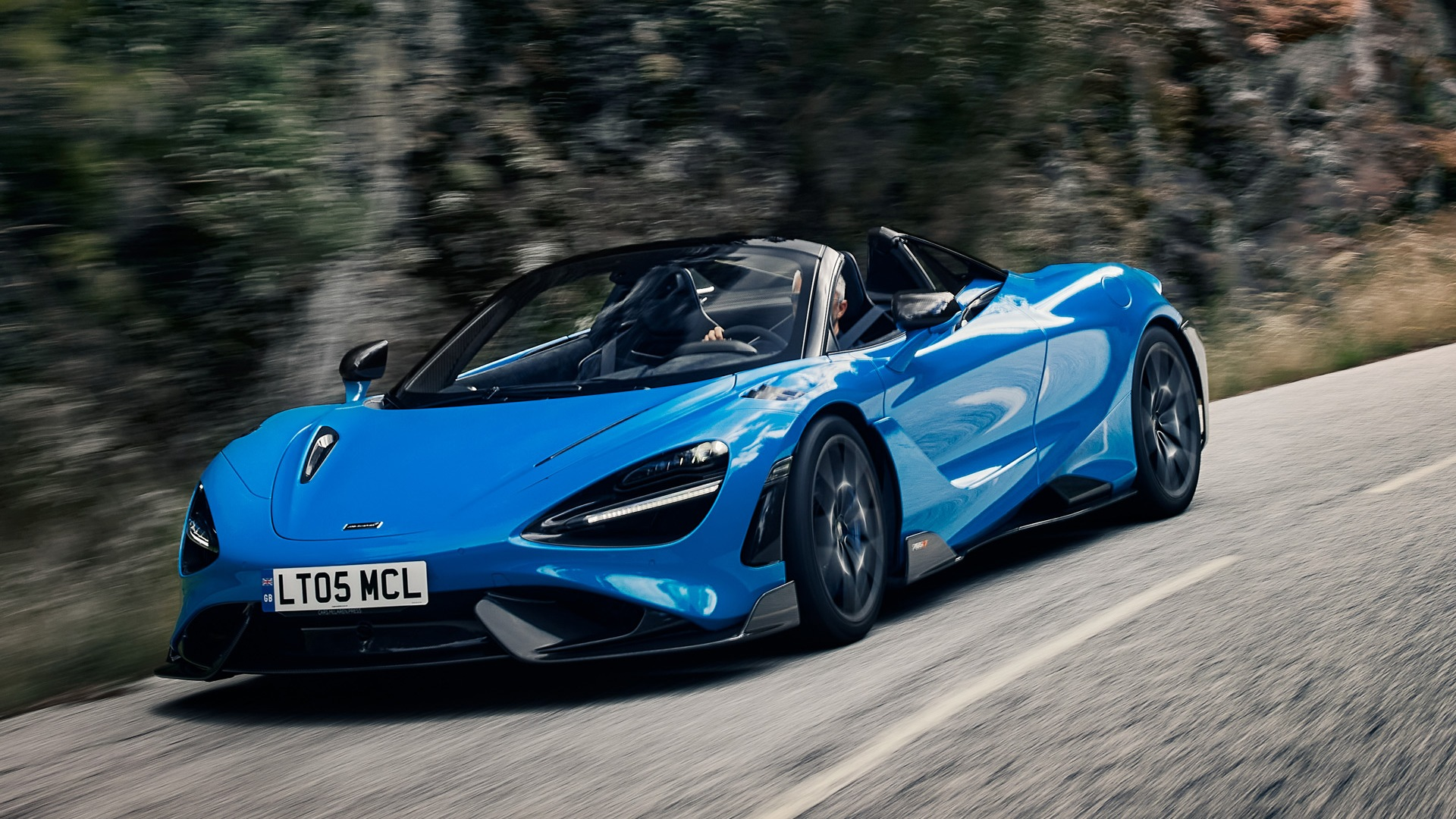
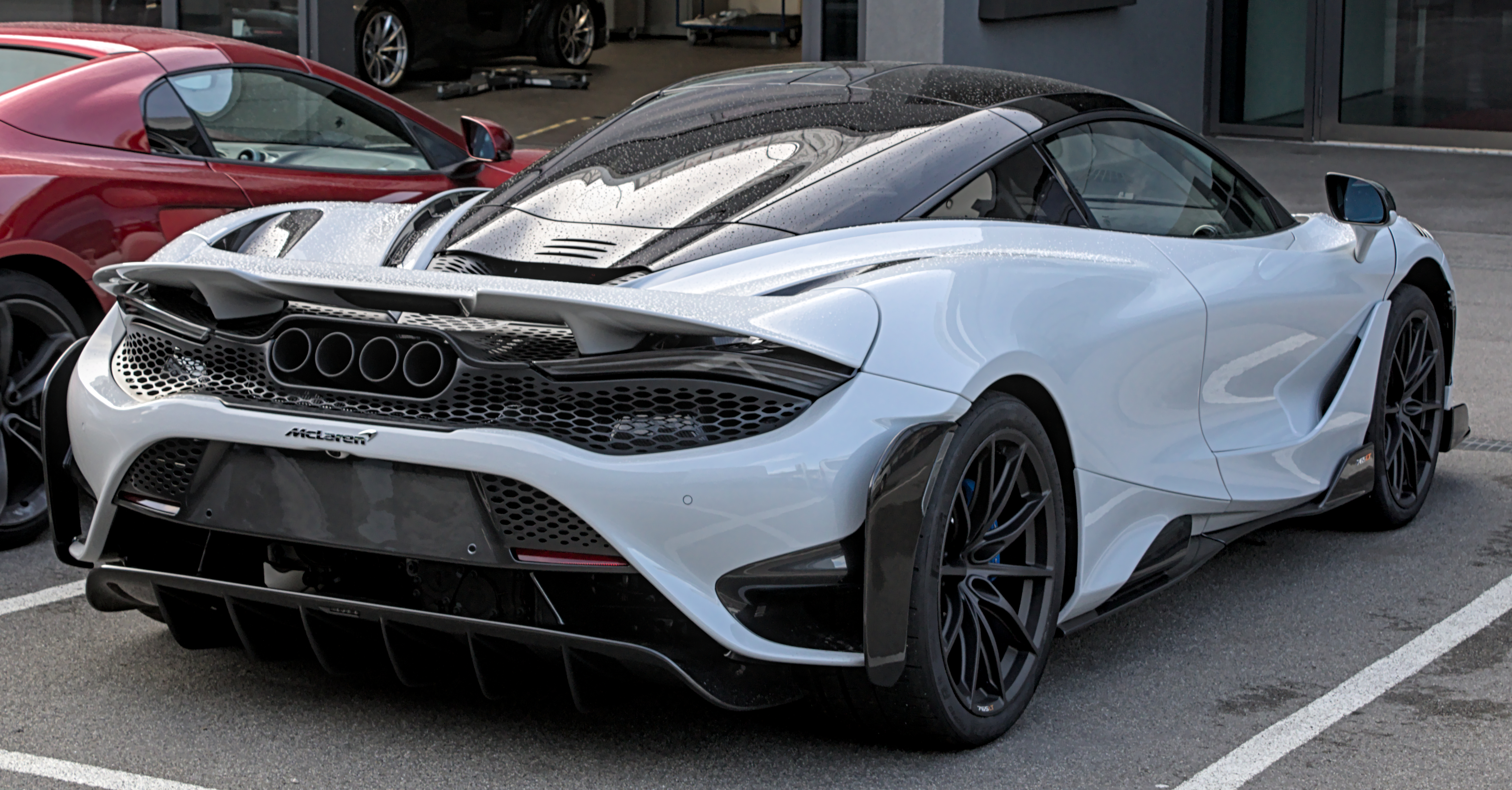
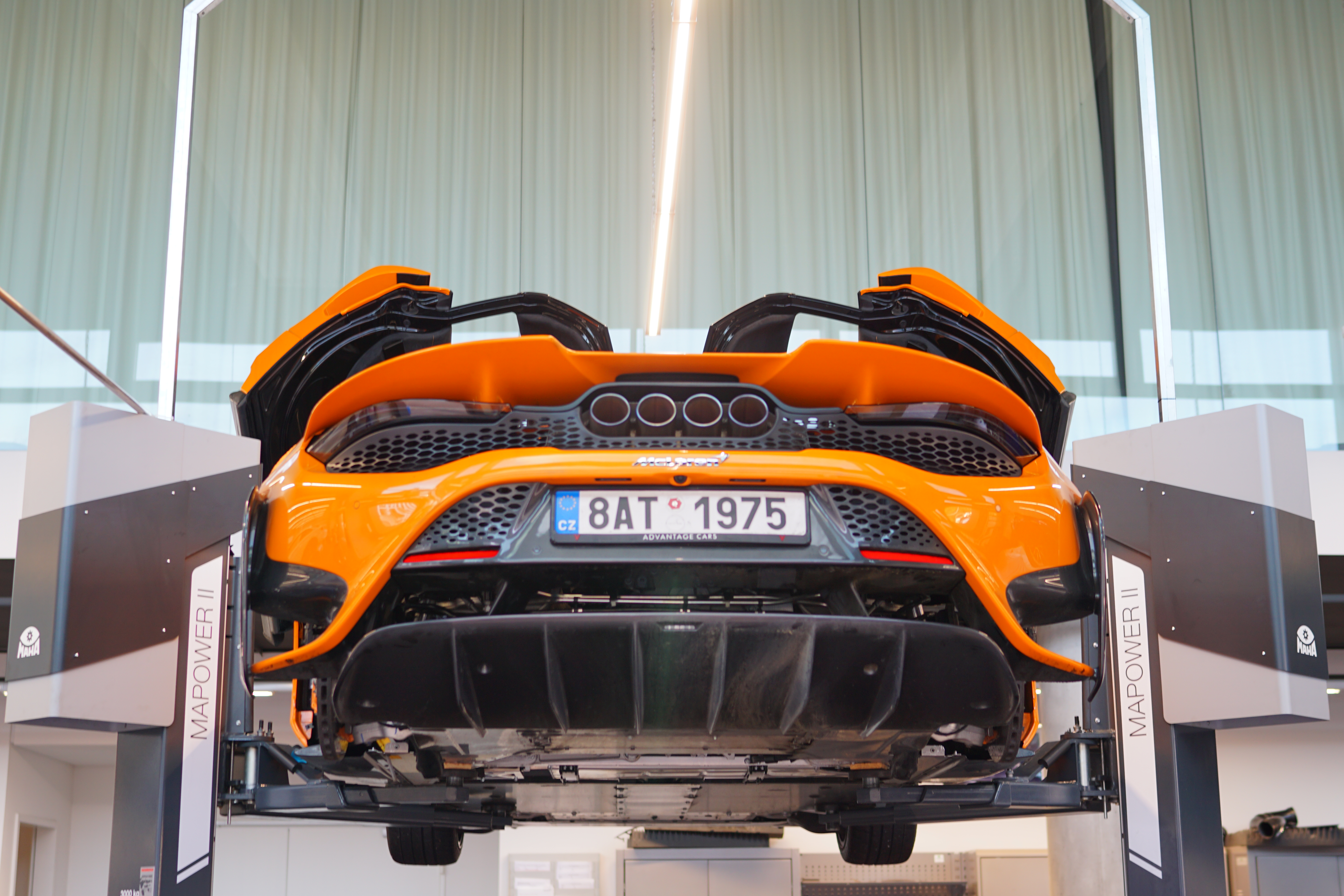
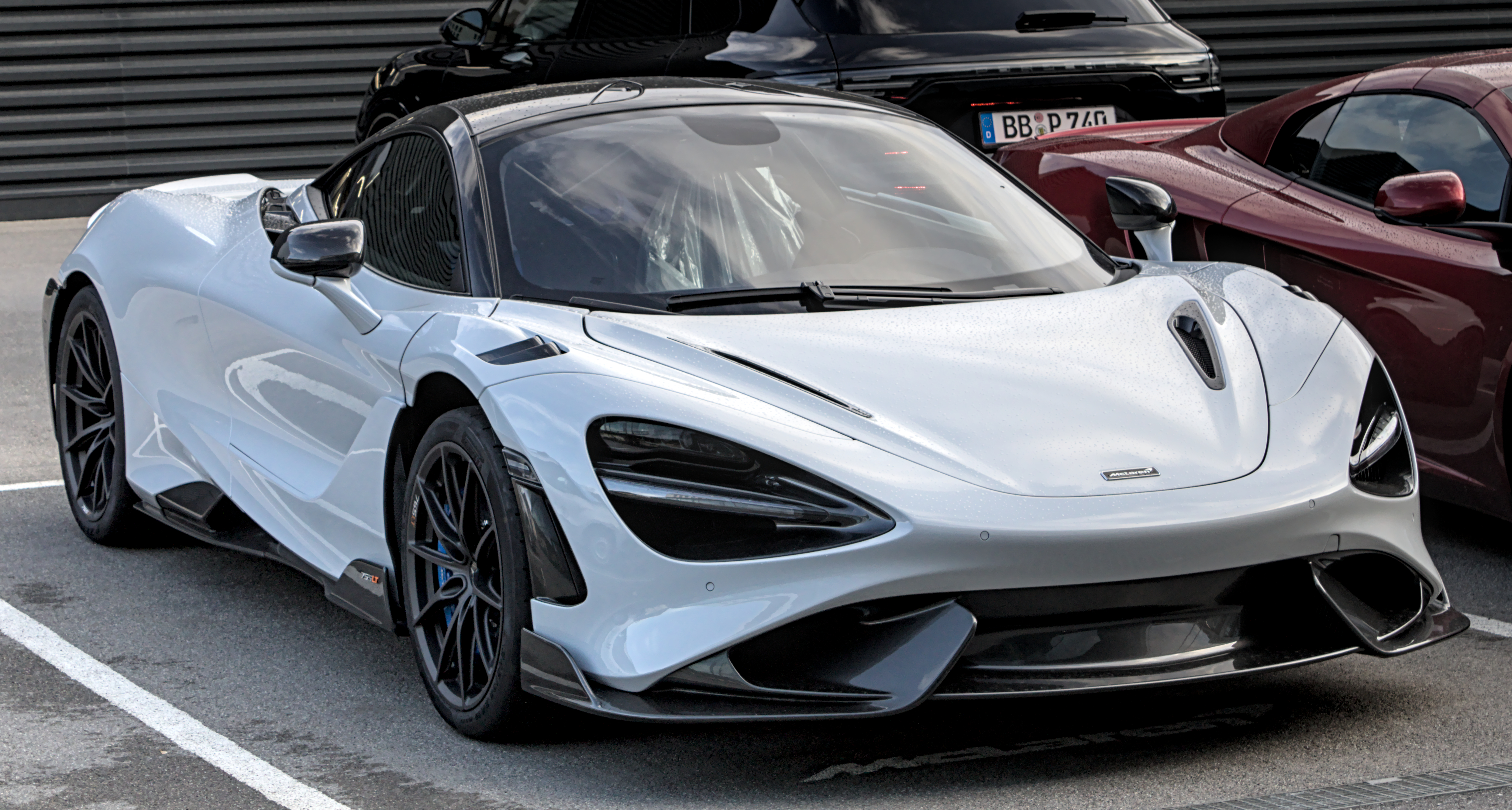
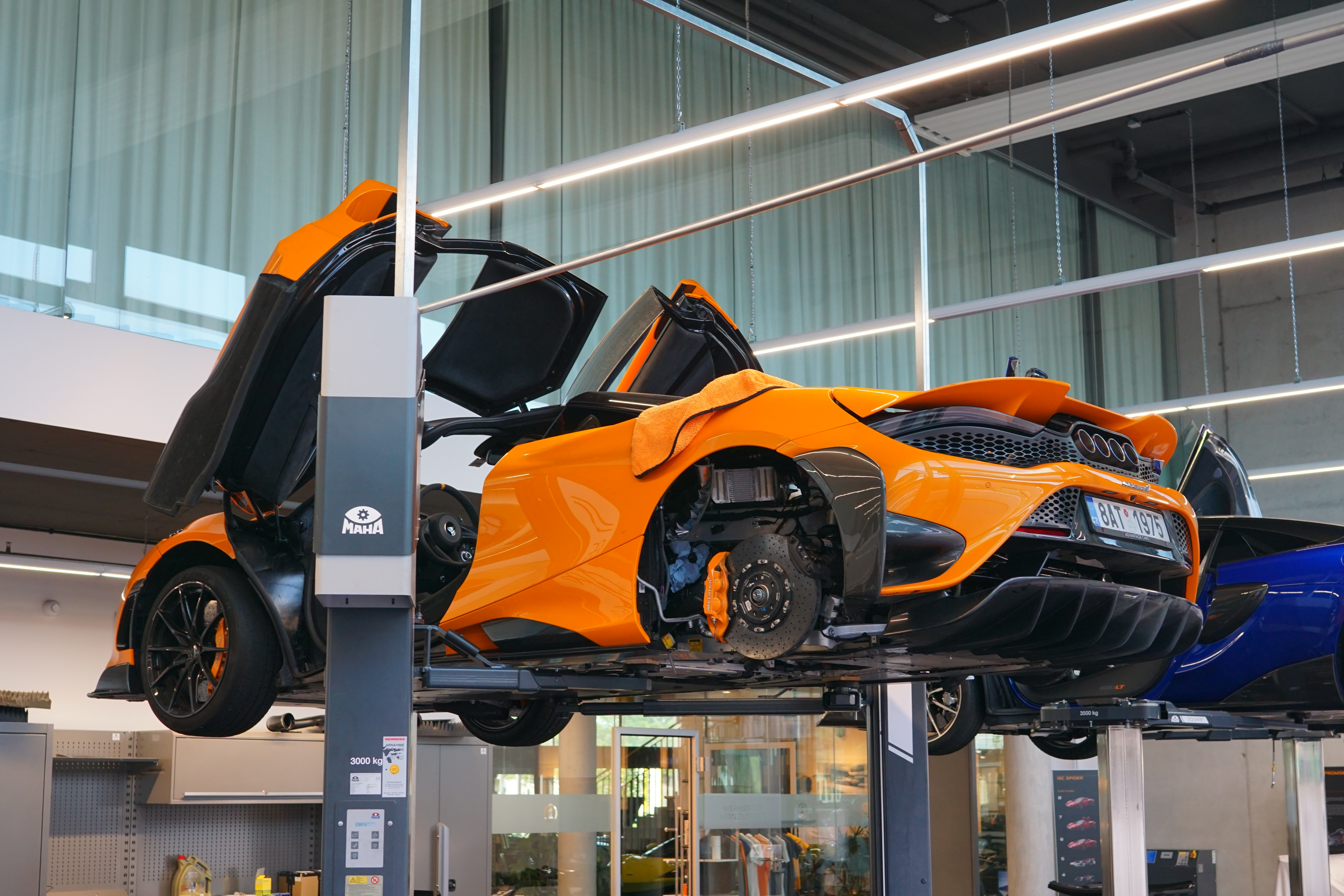
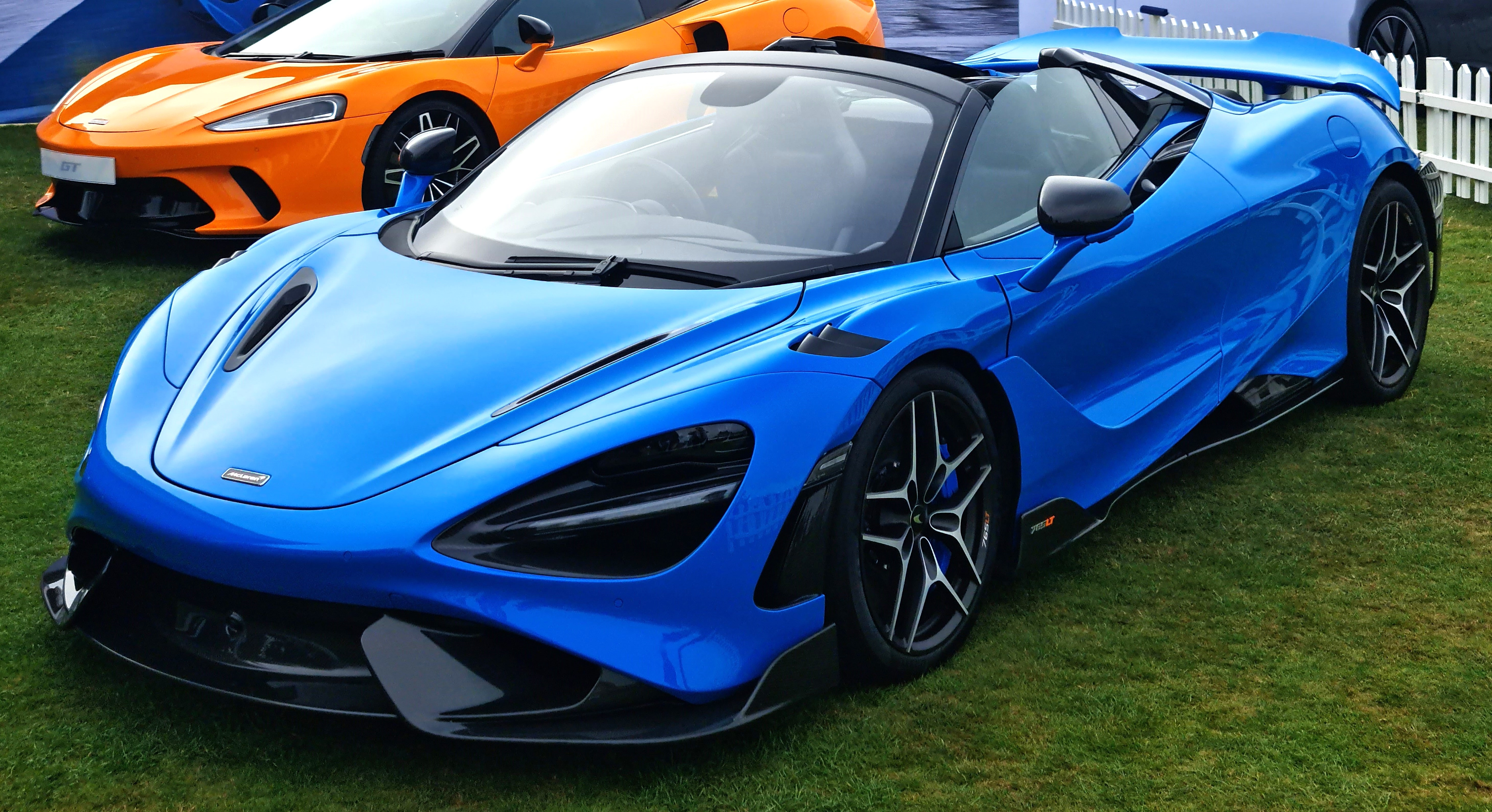

## Datos técnicos
| Dato                                           | 765lt                                               | 765lt spider                                        |
| ---------------------------------------------- | --------------------------------------------------- | --------------------------------------------------- |
| Período de construcción                        | 08/2020-03/2023                                     | 07/2021-03/2023                                     |
| Características del motor                      |                                                     |                                                     |
| Tipo de motor                                  | Motor de gasolina V8                                | Motor de gasolina V8                                |
| Alimentación del motor                         | Biturbo                                             | Biturbo                                             |
| Posición del motor                             | Motor central - trasero y tracción trasera          | Motor central - trasero y tracción trasera          |
| Cilindrada                                     | 3994cm³                                             | 3994cm³                                             |
| Potencia (física)                              | 563 kilovatios (765 caballos de potencia) / 7500rpm | 563 kilovatios (765 caballos de potencia) / 7500rpm |
| Par motor                                      | 800Nm/5500rpm                                       | 800Nm/5500rpm                                       |
| Transmisión                                    | Caja de cambios de doble embrague de 7 velocidades  | Caja de cambios de doble embrague de 7 velocidades  |
| Velocidad máxima                               | 330 Km/h                                            | 330 Km/h                                            |
| Aceleración 0-100 Km/h                         | 2,8 s                                               | 2,9 s                                               |
| Aceleración 0-200 Km/h                         | 7,0 s                                               | 7,2 s                                               |
| Peso en seco                                   | 1229 kg                                             | 1278 kg                                             |
| Peso en Vacio DIN                              | 1339 kg                                             | 1388 kg                                             |
| Capacidad del tanque de combustible            | 72 litros                                           | 72 litros                                           |
| Consumo de combustible cada 100 km (combinado) | Súper 12,8 L                                        | Súper 12,8 L                                        |
| Emisiones de CO 2 (combinadas)                 | 280 g/km                                            | 280 g/km                                            |